# Tramlijn Bolsward - Harlingen
De tramlijn Bolsward - Harlingen was een tramlijn tussen Bolsward en Harlingen. 

## Geschiedenis
De lijn werd van 1882 tot 1947 geëxploiteerd door de Nederlandsche Tramweg Maatschappij (NTM), er werd gereden met stoomtrams. De lijn werd geopend in 1882 en verlengd tot de haven van Harlingen in 1901. Het gedeelte tussen het tramstation van Bolsward tot de zuivelfabriek van Hollandia dwars door het centrum van Bolsward bleef in gebruik tot 28 juni 1968, samen met de tramlijn Sneek - Bolsward. De rest van de lijn werd gesloten op 11 maart 1947 en vervolgens opgebroken.